# Sir y Fflint

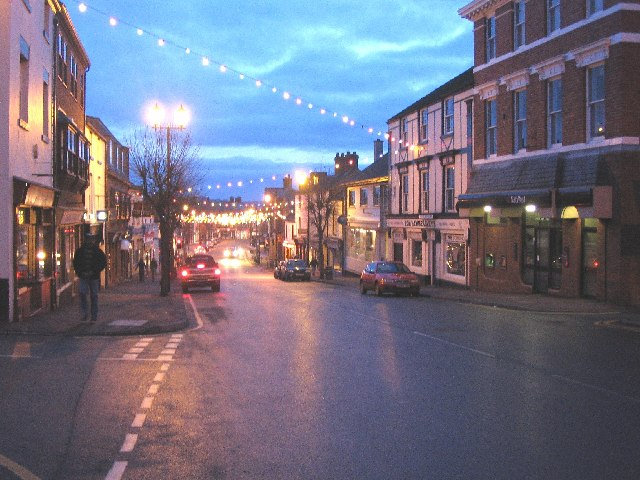
Llums de Nadal a Mold, la cinquena localitat per mida i capital de Sir y Fflint.

Sir y Fflint (anglès: Flintshire) és un comtat del nord-est de Gal·les (Regne Unit).

## Geografia física
El comtat està banyat al nord per la badia de Liverpool i a l'est per l'estuari del riu Dee. Confina a est i a sud-est amb Cheshire, a sud amb el districte unitari de Wrexham i a oest amb el comtat de Denbighshire.
El territori proper a la costa és planer. A la plana del sud-est hi corre el riu Dee que a la desembocadura forma un ampli estuari. La resta del territori és ondulat o caracteritzat per cadenes de turons baixos. A l'oest s'alça la serralada Clwydian. La seu administrativa és a Mold, sobre el riu Alyn (un afluent del Dee, que discorre pel sud del comtat). A l'estuari del riu Dee hi ha la ciutat de Flint. El límit sud-est del comtat és a tocar de l'àrea urbana de Chester.

## Administració
El comtat és una autoritat unitària nascuda el primer abril del 1996 en aplicació del Local Government (Wales) Act del 1994. Aquesta constitueix la part nord-oriental del comtat administratiu de Clwyd que existí del 1974 al 1996.

## Ferrocarril
Sir y Fflint compta amb la North Wales Coast Line (de Holyhead a Chester), amb prestació de serveis per part de Virgin Trains i Arriva Trains Wales. Algunes parades són Flint i Shotton, i hi ha intercanvi a Shotton amb la Borderlands Line, que enllaça altres estacions de Sir y Fflint amb l'àrea de Liverpool.

## Comerç just
L'any 2005 Sir y Fflint va ser reconegut com a Comtat Just.